# ليوبولدو كونتي
ليوبولدو كونتي (بالإيطالية: Leopoldo Conti)‏ (12 أبريل 1901 بميلانو في إيطاليا - 12 يناير 1970 بميلانو في إيطاليا) هو مدرب كرة قدم ولاعب كرة قدم إيطالي في مركز الهجوم، شارك في الألعاب الأولمبية الصيفية 1924. وشارك مع منتخب إيطاليا لكرة القدم. أما مع النوادي، فقد لعب مع إنتر ميلان ونادي بادوفا ونادي برو باتاريا.

## وصلات خارجية
- ليوبولدو كونتي على موقع قاعدة بيانات كرة القدم.إي يو (الإنجليزية)
- ليوبولدو كونتي على موقع ناشيونال فوتبول تيمز (الإنجليزية)
- ليوبولدو كونتي على موقع أوليمبيديا (الإنجليزية)